# 重慶大江工業
重慶大江工業有限責任公司，中國兵器裝備集團旗下公司，位於中国重慶市，是在2003年由重庆双溪机械厂、四川庆岩机械厂、四川红泉仪表厂、重庆渝州齿轮厂、重庆庆江机器厂、重庆平山机械厂、四川红山铸造厂、重庆铸钢厂、重庆青江机械厂合併成立，現任董事長及總經理為楊川。
公司業務生產實行以车为主、为车配套、靠车发展战略，形成了军品、专用汽车、工程机械、汽车零部件、汽车车桥、汽车转向器、汽车变速器、铸钢、铸铁、锻造、热处理、表面处理、冲压、焊接等工業業務。主要品牌「大江」、「迈克」、「庆江」及「渝齿」。
過往還曾經營燃氣業務，2002年該業務出售給重庆燃气集团。

## 外部連結
- 重慶大江工業有限責任公司